# Рильськ-Малий
Рильськ-Малий (пол. Rylsk Mały) — село в Польщі, у гміні Реґнув Равського повіту Лодзинського воєводства.
Населення — 55 осіб (2011).
У 1975—1998 роках село належало до Скерневицького воєводства.

## Демографія
Демографічна структура станом на 31 березня 2011 року:
|          | Загалом | Допрацездатний вік | Працездатний вік | Постпрацездатний вік |
| -------- | ------- | ------------------ | ---------------- | -------------------- |
| Чоловіки | 33      | 9                  | 22               | 2                    |
| Жінки    | 22      | 4                  | 13               | 5                    |
| Разом    | 55      | 13                 | 35               | 7                    |